# 索諾拉龍屬
索諾拉龍屬（學名：Sonorasaurus）是腕龍科下的一屬恐龍，生存於白堊紀的北美洲，地質年代約1億1200萬至9300萬年前，相當於阿爾布階至森諾曼階。牠們是植食性的蜥腳下目，其化石發現於美國阿利桑那州南部。屬名是以化石發現地的索諾拉沙漠來命名。牠被估計約15公尺（50呎）長及8.2公尺（27呎）高，是腕龍的三分之一。
在1995年，地質學學生理查德·湯普森（Richard Thompson）在索諾拉沙漠的赤瓦瓦沙漠地區發現索諾拉龍的化石。經過骨骸測年後，發現索諾拉龍是生存在白堊紀中期，是第一個發現的該時期北美洲腕龍科。模式種是湯氏索諾拉龍（S. thompsoni），是由Ronald Ratkevich於1998年描述、命名的。

## 外部連結
- DISCOVER
- 恐龍百科全書
- 索諾拉龍的分析 （页面存档备份，存于）